# Saint Michel avait un coq
Pour plus de détails, voir Fiche technique et Distribution.
Saint Michel avait un coq (titre original : San Michele aveva un gallo) est un film politique italien, réalisé par les frères Taviani en 1971, présenté au Festival de Cannes 1972 et sorti en salles en 1973.

## Synopsis
À la fin du XIXe siècle, un anarchiste italien, Giulio Manieri, coupable d'avoir semé la sédition dans un village d'Ombrie, est condamné à mort. Sa peine est finalement commuée en réclusion à perpétuité. En dix ans de solitude, reclus dans sa cellule, Giulio ne cesse (re)penser la « révolution » à laquelle il a tout sacrifié. Ainsi, peut-il encore survivre, espérer... Or, dix ans plus tard, lors d'un transfert en barque, il croise, justement, une nouvelle génération de révolutionnaires, eux aussi incarcérés : il essaie de leur parler, de se faire entendre et comprendre. Mais le dialogue tourne court, car, le monde et les temps ont désormais changé. Giulio prend alors conscience de la vanité de ses idéaux et de l'inutilité de son combat ; il se laisse engloutir par les flots...

## Fiche technique
- Titre original : San Michele aveva un gallo
- Titre français : Saint Michel avait un coq
- Réalisateurs : Paolo et Vittorio frères Taviani
- Scénario : Paolo et Vittorio Taviani, d'après la nouvelle de Léon Tolstoï : Le Divin et l'Humain
- Photographie : Mario Masini, film couleurs
- Montage : Roberto Perpignani
- Musique : Benedetto Ghiglia
- Décors : Giovanni Sbarra
- Costumes : Lina Nerli Taviani
- Pays d'origine :  Italie
- Production : Giuliani G. De Negri pour Ager Cinematografica - RAI
- Genre : Film politique
- Durée : 90 min
- Année de réalisation : 1971
- Dates de sortie : 
  - France : festival de Cannes 1972 - Quinzaine des réalisateurs
  - Italie : 5 mars 1973
  - France : 10 mai 1973

## Distribution
- Giulio Brogi : l'anarchiste Manieri
- Renato Scarpa : Battistrada
- Vittorio Fantoni : Ruffini
- Sergio Serafini : Guelfi
- Daniele Dublino : le gardien de prison

## Propos des réalisateurs
- Paolo, un des frères Taviani confie à Aldo Tassone : « Les deux barques sont deux microcosmes. La barque est en soi une chose renfermée et qui peut enfermer beaucoup de choses. (...) Les voiles des deux barques sont rouges. (...) La discussion qui se déroule entre les deux barques est une discussion à l'intérieur d'une certaine thématique : les deux voiles sont les deux âmes du mouvement ouvrier. »
- S'inspirant de la nouvelle Le Divin et l'Humain de Tolstoï, les réalisateurs italiens établissent, par ailleurs, « le lien avec le XIXe siècle russe, celui de Tolstoï, Dostoïevski. La religiosité de ces auteurs - comme action concrète et comme utopie, aujourd'hui dans notre temps - s'est transformée en « politicité ». »

## Distinctions
Le film a été présenté à la Quinzaine des réalisateurs, en sélection parallèle du festival de Cannes 1972.